# Baie de Chimay
Pour les articles homonymes, voir Chimay (homonymie).
La baie de Chimay est une baie de la péninsule Rallier du Baty au sud de la Grande Terre des îles Kerguelen dans les Terres australes et antarctiques françaises.

## Géographie

### Caractéristiques
La baie de Chimay peut être considérée comme une partie de la baie d'Audierne, dont elle occupe le nord-ouest en pénétrant dans le presqu'île d'Entrecasteaux, et donne au sud sur l'anse Duguay-Trouin qui est son prolongement occidental.

### Toponymie
La baie est dénommée par Yves Joseph de Kerguelen de Trémarec en 1772, et publiée dans son ouvrage de 1782, pour honorer la famille princière de Chimay – originaire de la ville belge de Chimay dans la province du Hainaut – alliée à la Maison de Croÿ, dont le duc Emmanuel de Croÿ-Solre est le protecteur de Kerguelen.